# Claude Chastelain
Ne doit pas être confondu avec Claude Châtelain.
Claude Chastelain, né en 1639 et mort le 20 mars 1712, à Paris, est un liturgiste et hagiographe français.

## Famille
Issu d'une famille originaire du Beaujolais, il est le fils aîné de Claude Chastelain, seigneur de la Salle, conseiller et secrétaire du roi, et de Marie Polaillon (fille de Marie Lumagne et de François Polaillon). Il eut de nombreux frères et sœurs, dont Marie, qui fut mariée à Roger de Pardaillan de Gondrin, marquis de Tresmes.
Les armes de la famille Chastelain se blasonnent ainsi : « d'azur au château d'argent, girouetté de trois panonceaux de même »,.

## Biographie

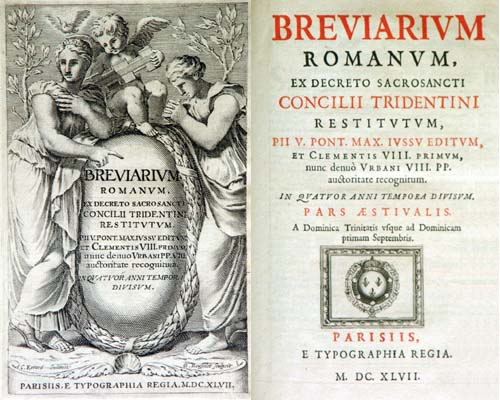
Bréviaire romain, 1647.

Il fut chanoine honoraire de l’église de Paris pendant près de cinquante ans. Son neveu Étienne-Marie Chastelain lui succèdera au canonicat, le 30 octobre 1702.
Il étudia la liturgie, et se déplaça en France, en Italie et en Allemagne pour connaître les célébrations religieuses officielles de l’Église.
L'archevêque de Paris François de Harlay lui fait diriger une équipe de travail afin de réviser et corriger des livres d'églises. Cette commission, créée initialement par Hardouin de Péréfixe en 1670, est composée de Jacques de Sainte-Beuve, Guillaume de la Brunetière, Nicolas Gobillon, Léonard de Lamet, Claude Ameline, Nicolas Cocquelin, Nicolas Letourneux ; et adjoint de M. l'abbé Benjamain et M. Gaude, grands vicaires, ainsi que M. Loisel, chancelier de l'église de Paris. Il participe à la réforme du Bréviaire de Paris, pour celui de Harlay qui paraîtra en 1680, avec la composition les antiennes, les répons et les hymnes nouvelles, dont il reste quelques-uns de ses chants grégoriens dans la liturgie actuelle de Paris.
Il fait la connaissance du jeune auxerrois Jean Lebeuf lorsque ce dernier vient terminer ses études à Paris où il reste de 1701 à 1705. Lebeuf, futur historien renommé et déjà érudit, est lui aussi passionné de musique (à 18 ans - en 1705 - il s'est déjà fait un nom comme compositeur) et Chastelain le prend en amitié.
Il est l'auteur, entre autres, de martyrologes, où il invente et utilise le mot « biographe », qui n'est toujours pas en usage en l'année 1765,.

## Décès
Il meurt, en plein travail, le dimanche des Rameaux, à 73 ans, et est inhumé dans l'église Notre-Dame, où se voit son épitaphe. Sa tombe est située autour du chœur, près de la porte rouge, derrière la chapelle de St Eustache.

## Auteur dans quelques publications
- Breviarium parisiense (Bréviaire de Paris), 4 vol. , in-12, 1680 (principal auteur, publié par l'archevêque Harlay[12])
- Réponse aux Remarques sur le nouveau Bréviaire de Paris, in-8, Paris, 1680 (sous l'anonymat[12]) [lire en ligne]
- Histoire de Sablé, 1re partie, Paris, 1683, par Gilles Ménage[5]
- Vocabulaire hagiologique dans le Dictionnaire étymologique, ou Origines de la langue françoise, Paris, 1694 et 1700[13] ( éd. publiées après le décès de Gilles Ménage)
- Vie de saint Chaumond, évêque de Lyon et martyr (massacré à Châlon-sur-Saône le 28 septembre 657), in-12, Paris, 1692[14] [lire en ligne]
- Martyrologe romain, traduit en françois, avec deux additions à chaque jour des saints qui ne sont point en ce martyrologe..., 1 vol. , janvier et février, Paris, 1705
- Traduction d'une lettre concernant la Vie de saint Benoît, dans le Martyrologe romain, p. 620 et suivantes, Paris 1705
- Martyrologe universel : contenant le texte du martyrologe romain traduit en françois ; et deux additions à chaque jour des saints qui ne s'y trouvent point..., in-4, Paris, 1709 [lire en ligne]
- Relation de l'abbaye d'Orval dans Histoire des ordres monastiques, vol. 5, p. 180 et suivantes, in-4, Paris, 1714, par Pierre Hélyot (Chastelain voyagea à Orval en 1684)[15]

### Manuscrits
- Voyages dans le diocèse de Paris cité dans Histoire du diocèse de Paris par Jean Lebeuf
- Journal de sa vie[12], intitulé Diaire ou Registre dans lequel je prétends escrire ce qui arrivera de remarquable à mes affaires, commencé l'an 1658, commençant la dix-neufvième année de mon âge, 559 pages[16] (l'original, aujourd'hui perdu, était conservé dans les archives de Notre-Dame[17]).